# Молодёжный (Чувашия)
Молодёжный (чув. Молодёжный) — поселок в Цивильском районе Чувашской Республики. Входит в состав Михайловского сельского поселения.

## География
Находится в северной части Чувашии на расстоянии приблизительно 5 км на юго-запад по прямой от районного центра города Цивильск на правом берегу реки Большой Цивиль.

## История
Образован 13 ноября 1958 года как поселок Пенькозавод, с 31 марта 1977 переименован в поселок Молодежный. В 1979 году было учтено 270 жителей. В 2002 году было 122 двора, в 2010—103 домохозяйства. Поселкообразующее предприятие ООО "Цивильский производственный комбинат «Пищевик».

## Население
Постоянное население составляло 331 человек (чуваши 87 %) в 2002 году, 308 в 2010.